# Comillas
Las comillas son un signo ortográfico doble de puntuación. En español existen tres tipos de ellas: las angulares o españolas (« »), las altas o inglesas (“ ”) y las simples (‘ ’).
Son utilizadas para marcar niveles distintos en una oración. Las comillas angulares se escriben sobre la parte media del renglón, mientras que las altas y simples se escriben en la parte alta de este. 
Por ser un signo doble, en español se escriben pegadas al primer y último signo (ya sea letra, número u otro signo ortográfico) del periodo que enmarcan, es decir, no se deja espacio alguno. Asimismo, se distingue entre comillas de apertura («, “ y ‘) y comillas de cierre (», ” y ’). Las comillas inglesas (altas) de apertura se llegan a presentar en forma simétrica a las de cierre, o en forma inversa a estas últimas.

## Las comillas en el español

### Tipos
En español se utilizan tres tipos de comillas:
- Comillas angulares: «…», también son llamadas españolas y latinas, y menos frecuentemente, bajas o francesas;
- Comillas altas o inglesas: “…”, y a veces con una tipografía distinta como "…";
- Comillas simples: ‘…’, y a veces con una tipografía distinta como '…'.

#### Controversia del orden de uso
Todavía en la Ortografía de la Lengua Española de 1990 hecha por la Real Academia Española (RAE) junto a la Asociación de Academias de la Lengua Española (ASALE) se informaba: «Por lo general, es indistinto el uso de uno u otro tipo de comillas dobles; pero suelen alternarse cuando hay que utilizar comillas dentro de un texto ya entrecomillado». 
Sin embargo, ya en 2005 con el Diccionario panhispánico de dudas (DPD) también de la RAE junto a la ASALE dice al respecto: «En los textos impresos, se recomienda utilizar en primera instancia las comillas angulares, reservando los otros tipos para cuando deban entrecomillarse partes de un texto ya entrecomillado».
Si dentro de lo entrecomillado apareciera una segunda cita, se utilizarían otras comillas. El ejemplo dado en la Ortografía de la lengua española y en el citado DPD sigue este orden: «…“…‘…’…”…». Tal afirmación volvió a repetirse con la nueva Ortografía de la lengua española publicada a finales de 1990, donde corroboraba lo que se dice en el Diccionario Panhispánico de Dudas.
Por su parte, la Academia Mexicana de la Lengua recomienda el orden “…‘…«…»…’…”, ya que las comillas inglesas son  la más comunes en México y el resto de América.

### Ortografía de las comillas

#### Combinación con otros signos de puntuación
- Si el texto entrecomillado termina con el enunciado, el punto se escribe después de las comillas de cierre, al contrario de lo que ocurre en otras lenguas. Por ejemplo: «Benito Juárez dijo: “El respeto al derecho ajeno es la paz”».
- En el caso de que haya algún signo de puntuación después de las comillas de cierre, este siempre se colocará después del periodo que enmarcan y no al revés. Por ejemplo: En un principio había dicho: «Lo considero incorrecto»; sin embargo, al final se corrompió.
- Puede haber situaciones en las que haya tres signos ortográficos juntos que involucre a las comillas, ya que, dentro del periodo que enmarcan las comillas, el enunciado tiene su propia puntuación independiente de la del texto principal, por lo que lleva sus propios signos ortográficos. La única excepción a la regla sería el punto final del enunciado. Por ello, si el enunciado entrecomillado es interrogativo o exclamativo, los signos de interrogación y exclamación se escriben dentro de las comillas. Por ejemplo: Me preguntó él: «¿Cómo te fue?».

#### Uso de mayúsculas y minúsculas
- Se usan las minúsculas con la primera letra del periodo que enmarcan las comillas cuando es un sustantivo común. Por ejemplo: La palabra «sílaba» tiene tres sílabas.
- Si un periodo entrecomillado inicia el enunciado va en mayúsculas. Por ejemplo: “No hay camino para la paz, la paz es el camino”, afirmó Gandhi.
- Si las comillas enmarcan algún nombre propio lógicamente se escribe con mayúsculas. Por ejemplo: El primer capítulo de Harry Potter y la Piedra Filosofal se ha traducido al español tanto a «El niño que vivió» como a «El niño que sobrevivió».
- Si es una cita, siempre se escribirá con mayúsculas, y normalmente después de los dos puntos. Por ejemplo: Afirmó: «Una cita textual es cualquier cosa que no fue pronunciada originalmente por el hablante en cuestión».
- Después de los dos puntos, no siempre va el texto entrecomillado en mayúsculas, pues puede no ser una cita. Por ejemplo: México: «lugar de los mexicas» significa.

### Usos recomendados

#### Citas
Para reproducir cualquier tipo de cita. En el caso de que la cita ocupe más de un párrafo, antiguamente era usual utilizar las comillas de cierre al principio del nuevo párrafo, sin embargo, esta práctica ha caído en desuso. Por ejemplo: Dice Rafael Lapesa en su obra Historia de la lengua española, a propósito de los germanos:
«En el año 409 un conglomerado de pueblos germánicos —vándalos, suevos y alanos— atravesaba el Pirineo y caía sobre España […].»
«Así quedó cumplida la amenaza que secularmente venía pesando desde el Rhin y el Danubio».
Sin embargo, es común que las citas se reproduzcan con una sangría diferente a la utilizada y/o con un tamaño de fuente menor. En tal caso, ya no sería necesario el uso de las comillas, independientemente del número de párrafos de esta. Por ejemplo:
Dice Rafael Lapesa en su obra Historia de la lengua española, a propósito de los germanos:

En el año 409 un conglomerado de pueblos germánicos —vándalos, suevos y alanos— atravesaba el Pirineo y caía sobre España […].

Así quedó cumplida la amenaza que secularmente venía pesando desde el Rhin y el Danubio.

#### Reproducción de pensamientos
En las obras de carácter literario, las comillas se utilizan para reproducir los pensamientos de algún personaje. Por ejemplo: «“¡Hasta en latín sabía maldecir el pillastre!”, pensó el padre» (Clarín Regenta [Esp. 1884-85]).

#### Carácter especial
Las comillas también sirven para llamar la atención al lector sobre alguna palabra o frase que se distingue del resto de los componentes léxicos del enunciado. Esto puede ser que se ocupe con un sentido especial y que sea vulgar o impropia. Por ejemplo: Ella prefiere decir “chascarrillo” más que broma.

#### Usos metalingüísticos
En aquellos casos donde lo importante de una palabra o enunciado no sea para comunicar del mensaje que contienen, sino para comentarlos desde un punto de vista lingüístico, es válido ponerlos entre comillas. Por ejemplo: La palabra “palabra” es llana.
Por otro lado, en enunciados de carácter lingüísticos, es válido el uso de las comillas simples para explicar el significado de los términos. Por ejemplo: La palabra «México» se cree que está formada de tres voces náhuatl: metz(tli) ‘luna’, xic(tli) ‘centro u ombligo’ y -co ‘sufijo de lugar’.

#### Ciertos títulos
Para cualquier parte interna de una publicación, como puede ser el título de un artículo, un reportaje, un cuento, un poema o cualquier capítulo de un libro, se recomienda usar tanto las comillas como la letra cursiva, y su uso puede alternarse libremente. Por ejemplo: Hay novelas cuyos capítulos carecen de nombres. Un ejemplo es Orgullo y Prejuicio, cuyo primer capítulo se llama «Capítulo Ⅰ».

### Usos incorrectos o no recomendados
- Cuando se trate de reproducciones de frases que alguien más haya dicho y se haya afectado el estilo original de lo dicho, como podría ser cambios de los tiempos verbales o pronombres y adverbios. Sería incorrecto algo como: Mi madre nos dijo que “nos cuidáramos por el frío”. En su lugar, sería correcto no utilizar las comillas; por ejemplo: Mi madre nos dijo que nos cuidáramos por el frío.
- Para la utilización de extranjerismos crudos (palabras ajenas al español que no hayan sido adoptadas a la ortografía del idioma) se recomienda más usar la letra cursiva que las comillas. Por ejemplo: ¡De verdad me encantó su outfit! Esto se hace para explicar por qué la grafía de la palabra no coincide con su pronunciación. En el caso de que el procesador no pueda optar por el uso de la cursiva (como podría ser un texto manuscrito o un lugar donde no se acepte ese tipo de letra), sí se escribirá entre comillas. En el caso de que el texto esté en cursiva, su uso en letra.
- Contrario a lo que ocurre con las partes internas de cualquier publicación, el título de cualquier obra artística (ya sea una novela, cómic, canción, escultura, pintura, fotografía, etc.) se escribe siempre en letra cursiva y no entre comillas, o en letra redonda, si está escrito en cursiva. Por ejemplo: Han sido considerados Los juegos del hambre, En llamas y Sinsajo los libros más exitosos de su autora, por el número de ventas de estos. Contrario a lo anterior, los libros sagrados no se recomiendan escribir en cursiva o viceversa, además de que generalmente se utilizan con artículo determinado; por ejemplo: Se considera que la Biblia es el libro más vendido de la historia.

## En otros idiomas
| Idioma               | Normales  | Normales    | Alternativas  | Alternativas  | Distancia |
| Idioma               | primarias | secundarias | primarias     | secundarias   | Distancia |
| -------------------- | --------- | ----------- | ------------- | ------------- | --------- |
| Afrikáans            | „…”       | ‚…’         |               |               |           |
| Albanés              | «…»       | ‹…›         | “…„           | ‘…‚           |           |
| Alemán               | „…“       | ‚…‘         | »…«           | ›…‹           |           |
| Árabe                | «…»       | ‹…›         | “…”           | ‘…’           |           |
| Bielorruso           | «…»       | „…”         | „…“           |               | 1 pt      |
| Búlgaro              | „…”       | ‚…‘         |               |               |           |
| Catalán              | «…»       | “…”         | “…”           | ‘…’           | 0–1 pt    |
| Checo                | „…“       | ‚…‘         | »…«           | ›…‹           |           |
| Chino                | 「…」     | 『…』       |               |               |           |
| Coreano              | “…”       | ‘…’         | 「…」         | 『…』         |           |
| Croata               | »…«       | ›…‹         |               |               |           |
| Danés                | »…«       | ›…‹         | „…“           | ‚…‘           |           |
| Eslovaco             | „…“       | ‚…‘         | »…«           | ›…‹           |           |
| Esloveno             | „…“       | ‚…‘         | »…«           | ›…‹           |           |
| Español              | «…»       | “…”         | “…”           | ‘…’           | 0–1 pt    |
| Español americano    | “…”       | ‘…’         | «…»           | “…”           | 0–1 pt    |
| Esperanto            | “…”       |             |               |               |           |
| Estonio              | „…”       |             |               |               |           |
| Finés                | ”…”       | ’…’         | »…»           | ›…›           |           |
| Francés              | « … »     | ‹ … ›       | “ … ”         | ‘ … ’         | ¼ em      |
| Griego               | «…»       | ‹…›         | “…”           | ‘…’           | 1 pt      |
| Hebreo               | “…”       | «…»         | “…„           |               |           |
| Húngaro              | „…”       |             | »…«           |               |           |
| Inglés (Reino Unido) | ‘…’       | “…”         | “…”           | ‘…’           | 1–2 pt    |
| Inglés (EE. UU.)     | “…”       | ‘…’         |               |               | 1–2 pt    |
| Irlandés             | “…”       | ‘…’         |               |               | 1–2 pt    |
| Islandés             | „…“       | ‚…‘         |               |               |           |
| Italiano             | «…»       |             | “…”           | ‘…’           | 1–2 pt    |
| Japonés              | 「…」     | 『…』       |               |               |           |
| Letón                | „…“       |             | "…"           |               |           |
| Lituano              | „…“       |             | ‚…‘           |               |           |
| Neerlandés           | „…”       | ‚…’         | “…”           | ’…’           |           |
| Noruego              | «…»       |             | „…“           |               |           |
| Polaco               | „…”       | «…»         | »…«           |               |           |
| Portugués europeo    | «…»       | ‹…›         | “…”           | ‘…’           | 0–1 pt    |
| Portugués brasileño  | “…”       | ‘…’         |               |               | 0–1 pt    |
| Rumano               | „…“       | «…»         |               |               |           |
| Ruso                 | «…»       | „…”         | “…”           | ‘…’           |           |
| Serbio               | „…”       | ‚…’         | »…«           | ›…‹           |           |
| Lenguas sorbias      | „…“       | ‚…‘         |               |               |           |
| Sueco                | ”…”       | ’…’         | »…»           | ›…›           |           |
| Suiza                | «…»       | ‹…›         | „…“ risp. “…” | ‚…‘ risp. ‘…’ |           |
| Turco                | «…»       | ‹…›         | “…”           | ‘…’           | 0–1 pt    |
| Ucraniano            | «…»       | „…”         | „…”           |               | 1 pt      |

En muchos idiomas, alfabetos y países se utilizan normalmente las comillas dobles, siendo las demás reservadas como alternativa o para casos especiales. Se dan, sin embargo, excepciones: por ejemplo, en Estados Unidos se usan más las dobles, mientras que en Reino Unido se prefieren las simples.

Puntos activos, en negro

## Signografía braille
En braille español, la representación de las comillas presenta la disposición de los puntos en los lugares 2, 3 y 6. En español se utiliza tanto para abrir como para cerrar comillas.

## Representación corporal
Del lenguaje coloquial hablado, al lenguaje corporal, las comillas se representan con un gesto de ambas manos, donde los dedos medios e índices se abren y cierran dos veces (mientras el resto de los dedos se mantienen en forma cerrada) simultáneamente, a la vez que se expresa el enunciado a ser entendido entre comillas.

## Informática
En las computadoras se usan por defecto comillas rectas, que tienen la misma forma que las primas (" y '). Esta característica se ha heredado de las máquinas de escribir. En el teclado español (tanto el de España como el de Hispanoamérica), la comilla doble se encuentra en la misma tecla que el número 2 y para la simple se usa el apóstrofo, que comparte la tecla del signo de cierre de interrogación.
Sin embargo, también es posible introducir comillas latinas, inglesas o simples. Esto se consigue de diferentes formas dependiendo del sistema operativo que se use (también pueden variar según la distribución del teclado empleada), por ejemplo, pulsando distintas combinaciones de teclas al mismo tiempo:
|                             |   | Combinaciones de teclas para Windows | Combinaciones de teclas para Macintosh | Combinaciones de teclas para GNU/Linux (X Window System) | Valor Unicode | Entidad HTML (nombre) | Entidad HTML (decimal) |
| --------------------------- | - | ------------------------------------ | -------------------------------------- | -------------------------------------------------------- | ------------- | --------------------- | ---------------------- |
| Latinas de apertura         | « | Alt+174 (teclado numérico)           | Opt ⌥+Mayús ⇧+´                        | Compose< o Alt Gr+Z                                      | U+00AB        | &laquo;               | &#171;                 |
| Latinas de cierre           | » | Alt+175 (teclado numérico)           | Opt ⌥+Mayús ⇧+ç                        | Compose> o Alt Gr+X                                      | U+00BB        | &raquo;               | &#187;                 |
| Inglesas de apertura        | “ | Alt+0147 (teclado numérico)          | Opt ⌥+8                                | Compose<" o Alt Gr+B                                     | U+201C        | &ldquo;               | &#8220;                |
| Inglesas de cierre          | ” | Alt+0148 (teclado numérico)          | Opt ⌥+9                                | Compose>" o Alt Gr+N                                     | U+201D        | &rdquo;               | &#8221;                |
| Simples de apertura         | ‘ | Alt+0145 (teclado numérico)          | Opt ⌥+Mayús ⇧+8                        | Compose<' o Alt Gr+⇧ Mayús+B                             | U+2018        | &lsquo;               | &#8216;                |
| Simples de cierre           | ’ | Alt+0146 (teclado numérico)          | Opt ⌥+Mayús ⇧+9                        | Compose>' o Alt Gr+⇧ Mayús+N                             | U+2019        | &rsquo;               | &#8217;                |
| Alemanas dobles de apertura | „ | Alt+0132 (teclado numérico)          | Opt ⌥+,                                | Alt Gr+V                                                 | U+201E        | &bdquo;               | &#8222;                |
| Alemanas dobles de cierre   | “ | Alt+0147 (teclado numérico)          | Opt ⌥+8                                | Alt Gr+B                                                 | U+201C        | &ldquo;               | &#8220;                |

En algunas aplicaciones, por ejemplo, procesadores de texto, las comillas rectas suelen ser convertidas automáticamente en tipográficas, aunque se suele poder desactivar esta opción. También es común esta conversión automática en muchas páginas web. Todos estos reemplazos pueden ser útiles, pero también pueden causar problemas ya que en el código de los lenguajes de programación se usan normalmente comillas rectas, produciéndose errores en caso de usar comillas tipográficas.

## Símbolos angulares similares
Las comillas angulares « y » se diferencian gráficamente de los símbolos matemáticos de desigualdad > mayor que y < menor que, en que las primeras van siempre por parejas del mismo tipo (apertura o cierre) y los símbolos matemáticos de desigualdad pueden ir sueltos.
Las diples son símbolos dobles (porque los hay de apertura y de cierre) que se utilizan para citar texto ‹ y ›. Se diferencian de los símbolos matemáticos de desigualdad > mayor que y < menor que, en que cuando hay una diple de apertura, debe seguirle otro de cierre, cuando concluya el texto que se está citando.